# Konrad von Freyberg
Konrad von Freyberg (* 10. April 1933 in Altenau) ist ein deutscher Diplomingenieur und Rennbootsportler.

## Leben
Geboren 1933 als Sohn einer Försterfamilie im Oberharz, zogen seine Eltern mit ihm 1937 nach Hinternah in die preußische Provinz Sachsen. In Schleusingen besuchte er bis 1951 die „Max-Greil-Oberschule“, ehe er eine Lehre als Kfz-Mechaniker bei der Suhler Firma Paul Greifzu begann, welche er 1959 beendete. Anschließend studierte er zwölf Semester an der Technischen Hochschule in Dresden, wo er bis  1959 am Institut für Verbrennungsmotoren tätig war und unter Professor Alfred Jante einen Diplom-Abschluss erwarb.  Im selben Jahr ging er nach Eisenach ins dortige Automobilwerk. Dort war er zunächst in der Konstruktion und Serienproduktion beschäftigt, bis er 1962 Leiter der Motorenkonstruktion im Bereich der Forschung und Entwicklung wurde. Unter seiner Leitung wurde unter anderem ab 1968 der Prototyp Motor 400 entwickelt. Es handelt sich hierbei um den ersten Motor der DDR mit Zahnriemen und gegossener Kurbelwelle. Unter seiner Leitung entstanden weitere Motoren wie der des Wartburg 311 und des Wartburg 353. 1970 nahm er an der Weltmeisterschaft der Motorrennboote auf der Kriebstein Talsperre bei Mittweida teil und erhielt den Weltmeistertitel in der Klasse der Einbau-Rennboote bis 1000 cm3.